# Bénoy
Bénoy este un oraș din Ciad, reședintă a departamentului Ngourkosso.